# Openbox
Openbox是一种用于X Window系統的窗口管理器，它可运行于UNIX以及Linux、FreeBSD等類Unix操作系统上，采用GPL協議进行授权。
Openbox被設計成一個輕量級，可高度定制且包含广泛标准支持的窗口管理器，它也是LXDE桌面環境的默認窗口管理器，并且被CrunchBang、Lubuntu、ArchBang、TinyMe等作为默认窗口管理器。

## 特性
Openbox的選單系統可以運用動態選單。這通過接受腳本輸出的原始碼構建選單。每次用戶的游標指向子選單時，腳本就會再次運行，並重新生成選單。該功能使用者和軟體開發者相比在其他檔案管理器找到的標準靜態選單，有更大的靈活性。
例如，兩位開發者用Python編寫了一個腳本，以在一個子選單中列出使用者的Gmail新訊息。

## 使用Openbox
Openbox允許右鍵（或綁定其他按鍵）桌面調用“根目錄”，允許用戶圖形化的管理方式。通常用其他任務欄和啟動程式配合Openbox使用。Openbox可以在GNOME或KDE桌面環境中使用，代替Metacity或KWin。

## 設置

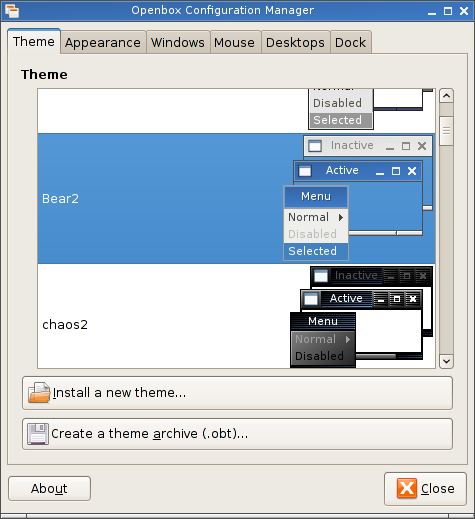
Obconf，Openbox的圖形配置程序。

Openbox的兩個配置文件在~/.config/openbox。分別是menu.xml和rc.xml。

## OpenBox相关工具
如果不喜歡手動修改配置文件，可以使用ObConf，一個簡易的配置工具。
Obmenu可以配置右键菜单。
Obconf可以配置任何的按鍵綁定。
ObTheme可以對Openbox的主題進行編輯。

## 外部連結
- obconf主頁（页面存档备份，存于）
- obtheme主頁
- openbox外觀主題下載